# Пенсионен фонд
Пенсионният фонд (на английски: Pension fund) е съвкупност от финансови активи, направени като вноски за сметка на публични или частни субекти, включително физически лица.
Пенсионните фондове са част от пенсионните системи и служат за гарантиране и финансово обезпечение на правата на гражданите на пенсия.
Държавните пенсионни фондове са създадени в резултат от социалната политика по проекта за социална държава на Бисмарк в Германската империя.
Частните пенсионни фондове първоначално възникват в страните с англо-американската пенсионна система (Англия, САЩ, Канада), но в края на 20 век се разпространяват и в други страни, включително и в някои европейски, сред които и България. Според българското законодателство (КСО от края на 1999 г.), частните пенсионни фондове могат да бъдат само лицензирани от КФН акционерни дружества, чийто предмет на дейност е единствено и само допълнително пенсионно осигуряване. Още с възникването на частните пенсионни фондове в България, изниква създадения от XXXVIII народно събрание правен парадокс – допълнителното задължително пенсионно осигуряване при старост и смърт в частен пенсионен фонд (би следвало да е доброволно). На българския пазар функционират четири вида фондове за допълнително пенсионно осигуряване – доброволни, професионални, универсални и доброволни пенсионни фондове по професионални схеми. Дейността на частните пенсионни фондове в България се регулира от Комисията по финансов надзор. От 1 юли 2004 г. управляващите дружества публикуват ежедневно стойността на един дял във всички управлявани от тях фондове.
В Западна Европа традиционно доминира пенсионното обезпечаване чрез застрахователни дружества.